# Lucas Vankerkhoven
Lucas Eric Vankerkhoven (4 maart 2002) is een Belgisch voetballer die sinds 2024 onder contract ligt bij Koninklijke Sporting Hasselt.

## Carrière
Vankerkhoven ruilde in 2017 de jeugdopleiding van KRC Genk voor die van Standard Luik. Daarvoor speelde hij ook bij Aubel en KAS Eupen. Vankerkhoven stroomde bij Standard door naar de beloftenploeg, maar kwam in het seizoen 2022/23 niet aan spelen toe in Eerste klasse B.
In februari 2023 ruilde hij de beloften van Standard voor de Nederlandse eerstedivisionist Helmond Sport. Op 3 maart 2022 maakte hij zijn officiële debuut in het eerste elftal van de club: in de competitiewedstrijd tegen Willem II (5-1-verlies) liet trainer Bob Peeters hem in de 85e minuut invallen voor Arno Van Keilegom. Op 24 februari 2023 kreeg hij tegen Jong FC Utrecht (2-0-zege) zijn eerste basisplaats. Vankerkhoven verdween dat seizoen vervolgens niet meer uit de basis bij Helmond Sport. In juli 2023 bood Helmond Sport hem een contract tot 2024 met optie op een extra jaar aan.

## Clubstatistieken
| Seizoen         | Club            | Land               | Competitie      | Competitie | Competitie | Beker | Beker | Supercup | Supercup | Europees | Europees | Totaal | Totaal |
| Seizoen         | Club            | Land               | Competitie      | Wed.       | Dlp.       | Wed.  | Dlp.  | Wed.     | Dlp.     | Wed.     | Dlp.     | Wed.   | Dlp.   |
| --------------- | --------------- | ------------------ | --------------- | ---------- | ---------- | ----- | ----- | -------- | -------- | -------- | -------- | ------ | ------ |
| 2022/23         | Helmond Sport   | Vlag van Nederland | Eerste divisie  | 14         | 0          | 0     | 0     | —        | —        | —        | —        | 14     | 0      |
| 2023/24         | Helmond Sport   | Vlag van Nederland | Eerste divisie  | 2          | 0          | 0     | 0     | —        | —        | —        | —        | 2      | 0      |
| Carrière totaal | Carrière totaal | Carrière totaal    | Carrière totaal | 16         | 0          | 0     | 0     | 0        | 0        | 0        | 0        | 16     | 0      |

Bijgewerkt op 23 augustus 2023.

## Privé
- Zijn vader Michaël speelde in het verleden bij RCS Welkenraedt en Royal Espoir Minerois.[8]